# Scud
Scud je NATO oznaka za serijo taktičnih balističnih raket, ki so jih razvili v Sovjetski zvezi v času Hladne vojne. Ruske oznake za rakete so R-11 (prva verzija), R-17 in R-300 Elbrus. Rakete so izvozili v okrog 20 drugih držav, med njimi tudi v Jugoslavijo. Države, kot so Iran, Irak in Severna Koreja, so razvile svoje verzije te rakete. 

## Specifikacije
| NATO oznaka:           | Scud-A  | Scud-B     | Scud-C  | Scud-D  |
| ---------------------- | ------- | ---------- | ------- | ------- |
| U.S. DIA oznaka:       | SS-1b   | SS-1c      | SS-1d   | SS-1e   |
| Uradna oznaka          | R-11    | R-17/R-300 |         |         |
| Datum vstopa v uporabo | 1957    | 1964       | 1965    | 1989    |
| Dolžina                | 10,7 m  | 11,25 m    | 11,25 m | 12,29 m |
| Širina                 | 0,88 m  | 0,88 m     | 0,88 m  | 0,88 m  |
| Teža pri izstrelitvi   | 4400 kg | 5900 kg    | 6400 kg | 6500 kg |
| Doseg                  | 180 km  | 300 km     | 550 km  | 700 km  |
| Tovor                  | 950 kg  | 985 kg     | 600 kg  | 985 kg  |
| Natančnost (CEP)       | 3000 m  | 450 m      | 700 m   | 50 m    |